# Guadalmedina (métro léger de Malaga)
Guadalmedina est une station de la ligne 1 et le terminus nord de la ligne 2 du métro léger de Malaga.

## Situation sur le réseau
Sur la ligne 1, la station est située entre El Perchel et le terminus est d'Atarazanas. Sur la ligne 2, elle est située après El Perchel et constitue le terminus nord.
Elle est établie dans le district Centre.

## Histoire
La station ouvre au public le 27 mars 2023, à l'occasion de l'inauguration de l'extension du réseau du métro léger vers le centre-ville.

## Services aux voyageurs

### Accès et accueil
La station possède trois accès, chacun via un édicule équipé d'escaliers mécaniques et jouxté par un ascenseur : 
- Calle Armengual de la Mota, 2
- Avenida de La Aurora, 16
- Calle Callejones del Perchel, 3.